# 編譯語言

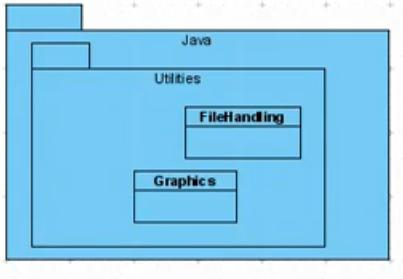
JAVA开发的次阶环境

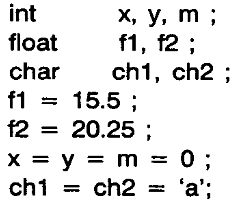
典型編譯語言的逻辑写法

編譯語言（英語：Compiled language）是一種程式語言类型，通过編譯器來實作。它不像直譯語言一樣，由直譯器將程式碼一句一句執行，而是以編譯器，先將程式碼編譯為機器碼，再加以執行。理論上，任何程式語言都可以是編譯式，或直譯式的。它們之間的區別，僅與程式的應用有關。

## 優點與缺點
一般而言，用編譯語言寫成的程式，在執行期的執行速度，通常比用直譯語言寫的程式快。因為程式在編譯期，已經被預先編譯成機器碼，可以直接執行，不用像直譯語言一樣，還要多一道直譯程序。
但是要先進行編譯，之後才能執行程式，這也造成了編譯語言的缺點。一般而言，編譯語言的程式開發速度，以及除錯時間，都是比較長的。因為它不像直譯語言可以寫完一行，或一小段程式之後，馬上執行，馬上除錯。直譯語言通常讓程式開發的整體時間變少，在開發過程中，程式師也可以更彈性、快速的測試自己的想法。
為了改善編譯語言的效率而發展出的即時編譯技術，已經縮小了這兩種語言間的差距。這種技術混合了編譯語言與直譯語言的優點，它像編譯語言一樣，先把程式原始碼編譯成字節碼。到執行期時，再將字節碼直譯，之後執行。Java與LLVM是這種技術的代表產物。

## 編譯語言列表
- Ada
- ALGOL
  - ALGOL 60
  - ALGOL 68
  - SMALL
- BASIC
  - PowerBasic
  - Visual Basic（轉位元組碼）
  - PureBasic
- C
- C++
- C♯（轉位元組碼）
- Carbon
- CLEO
- COBOL
- Cobra
- Crystal
- D
- eC
- Eiffel
  - Sather
  - Ubercode
- Erlang（轉位元組碼）
- F♯（轉位元組碼）
- Factor（後期版本）
- Forth
- Fortran
- Go
- Haskell
- Haxe (轉位元組碼或C++)
- Java（轉位元組碼）
  - Clojure[1]
  - Scala
  - Kotlin
- JOVIAL
- Julia (through JIT)
- LabVIEW, G
- LISP
  - Common Lisp
- Mercury
- ML
  - Standard ML
    - Alice

  - OCaml
- Nim（轉C、C++或Objective-C）
- Pascal
  - Object Pascal
    - Delphi
    - Free Pascal / Lazarus

  - Modula-2
  - Modula-3
  - Oberon
- Objective-C
- PL/I
- RPG
- Rust
- Seed7
- SPITBOL
- Swift
- Vala
- Visual Foxpro
- Visual Prolog
- W
- Zig